# شهرستان لو وال-سن-فرانسوا
شهرستان لو وال-سن-فرانسوا (به انگلیسی: Le Val-Saint-François Regional County Municipality) یک منطقهٔ مسکونی در کانادا است که در استری، کبک واقع شده‌است. شهرستان لو وال-سن-فرانسوا ۱٬۴۱۶٫۶۰ کیلومتر مربع مساحت و ۲۹٬۶۵۴ نفر جمعیت دارد.